# Essel
Essel – gmina w Niemczech, w kraju związkowym Dolna Saksonia, w powiecie Heidekreis, wchodzi w skład gminy zbiorowej Schwarmstedt.

## Geografia
W skład gminy Essel wdzodzą następujące dzielnice:
- Engehausen
- Essel
- Ostenholzer Moor
- Stillenhöfen